# Miha Štebih
Miha Štebih (* 7. April 1992 in Maribor) ist ein slowenischer Eishockeyspieler, der seit 2020 bei HK Olimpija Ljubljana unter Vertrag steht und mit dem Klub seit 2021 in der Österreichischen Eishockey-Liga spielt. 

## Karriere
Miha Štebih begann seine Karriere als Eishockeyspieler in seiner Heimatstadt in der Nachwuchsabteilung des HDK Maribor, in der er bis 2008 aktiv war. Anschließend wechselte der Verteidiger nach Schweden, wo er in der Nachwuchsabteilung der Malmö Redhawks und des Grums IK spielte. In Grums sammelte er auch Erfahrungen im Erwachsenenbereich, als er in der Herrenmannschaft des Clubs in der viertklassigen Division 2 eingesetzt wurde. Nach zwei Jahren in Skandinavien zog es ihn 2010 über den Großen Teich in die North American Hockey League, wo er bei den Wichita Falls Wildcats auf dem Eis stand. Aber nach nur einem Jahr dort kehrte er nach Europa zurück und verbrachte die folgende Spielzeit in der zweiten Mannschaft des EC Red Bull Salzburg. Ab 2012 spielte er beim HC Dukla Jihlava in der 1. Liga, der zweithöchsten tschechischen Spielklasse. Nachdem er mit dem Klub 2016 die 1. Liga gewinnen konnte, wechselte er zum Ligakonkurrenten HC Slavia Prag, den er aber bereits zum Jahreswechsel wieder Richtung HC Frýdek-Místek verließ, wo er die Spielzeit beendete. 2017/18 war für den Villacher SV in der Österreichischen Eishockey-Liga aktiv. 2018 kehrte er für ein Jahr nach Jihlava zurück. Nachdem er die Spielzeit 2019/20 beim KS Cracovia in der Polska Hokej Liga verbracht hatte, spielt er seit 2020 in der slowenischen Hauptstadt für den HK Olimpija Ljubljana, mit dem er 2021 die Alps Hockey League gewinnen konnte. Anschließend wechselte er mit dem Team in die Österreichische Eishockey-Liga, spielt mit dem Klub jedoch auch um die slowenische Meisterschaft, die er, ebenso wie den nationalen Pokalwettbewerb 2022 gewinnen konnte.

### International
Für Slowenien nahm Štebih im Juniorenbereich an der U18-Junioren-Weltmeisterschaft der Division II 2010 sowie den U20-Junioren-Weltmeisterschaften der Division I 2011 und 2012 teil. Im Seniorenbereich stand er erstmals im Aufgebot seines Landes bei der Weltmeisterschaft der Division I 2014, als ihm mit seinem Team der Aufstieg in die Top-Division gelang, in der er dann 2015 spielte. Bei den Weltmeisterschaften 2019 und 2022 spielte er erneut in der Division I, wobei 2022 wiederum der Aufstieg in die Top-Division gelang. Zudem vertrat er seine Farben bei der erfolgreichen Qualifikation für die Olympischen Winterspiele in Pyeongchang 2018.

## Erfolge und Auszeichnungen
- 2010 Aufstieg in die Division I bei der U18-Weltmeisterschaft der Division II, Gruppe B
- 2014 Aufstieg in die Top-Division bei der Weltmeisterschaft der Division I, Gruppe A
- 2016 Gewinn der tschechischen 1. Liga mit dem HC Dukla Jihlava
- 2021 Gewinn der Alps Hockey League mit dem HK Olimpija Ljubljana
- 2022 Slowenischer Meister und Pokalsieger mit dem HK Olimpija Ljubljana
- 2022 Aufstieg in die Top-Division bei der Weltmeisterschaft der Division I, Gruppe A